# Conférence mondiale des télécommunications internationales
 (mai 2023).

Logo de la CMTI 12

La Conférence mondiale des télécommunications internationales (CMTI 12, en anglais World Conference on International Telecommunications 2012 abrégé en WCIT 2012) est une conférence internationale organisée par l'Union internationale des télécommunications. Elle s'est tenue du 3 au 14 décembre 2012 à Dubaï, réunissant ses 193 pays membres ainsi que 750 entités du secteur privé pour traiter de la régulation à échelle internationale des télécommunications et réécrire le Règlement des Télécommunications Internationales (en anglais International Telecommunication Regulations ou ITR) qui détermine les grandes orientations de l'institution. Elle a fait l'objet d'une intense controverse liée à la régulation d'Internet, et s'est achevée sur un refus de signer le nouveau traité par 55 pays (notamment la France et les États-Unis).

## Contexte

### Préparation de la Conférence
La WCIT 2012 fait suite à celle qui s'était tenue en 1988 à Melbourne, et vise à réformer les lignes directrices de l'institution choisies à l'époque. Le traité international à la base de l'institution, à savoir le Règlement des Télécommunications Internationales (International Telecommunication Regulations, ou ITR), détermine comment les réseaux nationaux et internationaux doivent fonctionner à grande échelle. Il se fixe comme objectifs de « faciliter, à l’échelle internationale, l’interconnexion et l’interopérabilité des services d’information et de communication ». Sa dernière version, signée par 178 pays, date de 1988 et est entrée en vigueur deux ans plus tard. Elle se compose de dix articles ayant trait à différents sujets (notamment la coopération entre administrations nationales, la priorité accordée aux télécommunications d’urgence, ou le calcul des taxes en paiement du trafic échangé entre exploitants de différents pays). Avec la Constitution de l’UIT, la Convention de l’UIT et le Règlement des radiocommunications, il s'agit de l'un des 4 traités qui définissent la mission de l'UIT.
Il s'agit de textes qui ont une valeur contraignante pour les États signataires, l'objectif de la Conférence est donc que les États parviennent à un consensus sur un ensemble commun de principes.
Pour cela un processus préparatoire a été entamé en amont de la conférence, avec des réunions sur tous les continents rassemblant selon l'UIT elle-même « [des] organismes s'intéressant à l’Internet, [des] ONG ou de grandes entreprises de télécommunication ». Ces travaux sont placés sous la direction d'un Groupe de travail du Conseil de l’UIT, qui examine les contributions des membres. Les réunions se sont déroulées dans cet ordre :
- Télécommunauté Asie-Pacifique (Australie, 19-24 mars 2012)
- Communauté régionale dans le domaine des communications (Ouzbékistan, 2-6 avril 2012)
- États arabes (Égypte, 28 avril - 1er mai 2012)
- Amériques (Argentine, 14-15 mai 2012)
- Afrique (République sudafricaine, 21-24 mai 2012)

Il est à noter que tous les participants à la conférence doivent s'acquitter d'un droit d'entrée de 5 500 francs suisses (soit 4565.5657 euros en date du 1er décembre 2012), ce qui est dénoncé par certains comme une barrière importante pour les ONG et représentants de la société civile. De plus seuls les États jouent un rôle actif de proposition dans le processus.

### Rivalité d'autres organismes
La refonte des statuts de l'UIT s'inscrit dans un contexte de rivalité avec d'autres instances de régulation, notamment l'ICANN (Internet Corporation for Assigned Names and Numbers), organisme américain régi par le droit californien et qui gère notamment l'allocation des plages d'adresses IP, le système de nom de domaine de premier niveau (gTLD) et les codes nationaux (ccTLD). De nombreux États (notamment la Russie, voir aussi plus bas) contestent la place historiquement dominante des États-Unis dans la régulation d'Internet via cet organisme, et plus généralement perçoivent négativement la place prépondérante de groupes de travaux informels comme l'IETF dans la définition de standards pour Internet. L'extension du domaine de compétence de l'UIT est pour certains l'occasion de rééquilibrer les rapports de force dans ce domaine. Kavé Salamatian (professeur à l'université de Savoie, professeur adjoint à l'École polytechnique fédérale de Zurich, et chercheur en métrologie et modélisation des réseaux) explique dans une interview au Monde :

« L’UIT et l’IETF ont beaucoup divergé. Elles ont des profils très différents. L’une a 150 ans d’existence et a longtemps rassemblé des représentants des États. L’autre est issue de la culture libertaire des campus américains des années 70. [...] Les deux milieux se tiennent en mépris réciproque. Avec la libéralisation, l’UIT est devenue un club qui a pour ligne de mire les bénéfices des opérateurs. On n’attend pas du Medef qu’il pousse le droit du travail dans l'intérêt des employés. Il ne faut pas attendre de l’UIT qu’elle défende les intérêts des internautes. L’UIT établit des accords entre opérateurs, par consensus, pour faire quelque chose. Elle normalise des fonctionnalités. L’IETF est construite sur une autre conception. Elle réunit des groupes d’experts pour résoudre des problèmes, élaborer des solutions. Elle standardise des interfaces. [...] À ma connaissance, l’UIT n’a commencé que depuis peu des contacts académiques et je ne l’ai pas vue recruter des personnes ayant été responsables de groupes de travail à l’IETF. À l’IETF, il n’y a pas de salariés ou de recrutement, et à ma connaissance, cela n’intéresse pas les gens de l’UIT de travailler bénévolement. Pour Dubaï, si l’UIT était définie comme seul cadre international pour gérer les télécoms, cela ne marcherait pas. Elle n’a plus les compétences techniques. Et un consensus vague, cela équivaudrait à rien. »

## Tenue des négociations et propositions

### Fuites
Les négociations préliminaires suscitent rapidement la méfiance des acteurs de la société civile et des grands noms du secteur technologique, principalement parce qu'elles sont tenues secrètes et que les sujets abordés ne sont pas divulgués. Le 6 juin 2012, le site WCITLeaks est mis en place par deux chercheurs du Centre Mercatus de la George Mason University, pour rassembler les fuites des négociations préliminaires. Plusieurs éléments ressortent des documents révélés au fil du temps, développés ci-dessous :
- La volonté d'étendre les compétences de l'ITU
- L'idée d'une taxe aux frontières qui devrait être payée par les fournisseurs de services, au même titre que les communications téléphoniques[10]
- L'intégration de la lutte contre le spam dans les textes, avec pour objectif de favoriser le partage d'information « de toute nature » entre les États dans ce but. Les États-Unis s'y opposent en expliquant que les mesures efficace de lutte contre le spam sont technologiques et ne relèvent pas du droit international
- La possibilité pour les FAI de fournir un service différencié, qui ne soit plus basé sur le principe de best effort

Par la suite, c'est donc le contenu même des propositions des acteurs en présence qui sera questionné et critiqué, en ce qu'il pourrait mettre en péril le principe de la neutralité des réseaux.

### Compétences de l'UIT
Très vite, les discussions semblent s'être orientées sur l'opportunité d'étendre le domaine de compétence de l'UIT à la régulation d'Internet. Comme le souligne le blog de l'Internet Governance Project, cette question renvoie à un débat de longue date, qui voit s'opposer des définitions différentes du terme « télécommunication ». Dans les années 1950, la Federal Communications Commission décide que les télécommunications « basiques » doivent faire l'objet d'une régulation stricte, tandis que les services dits « améliorés » (ce qui sera plus tard la base des communications entre ordinateurs, et qui s'appuie sur le réseau téléphonique public) doivent être ouverts et dérégulés. La distinction entre les deux types de service réside dans le traitement de l'information au cours de la télécommunication (les couches OSI 1 et 2 sont basiques, et réservées à ce qu'on appelle traditionnellement les PTT). Ce délaissement des communications « traitées » au profit d'un plus grand contrôle sur le service téléphonique notamment, permet à Internet de prospérer sans frais d'entrée ou régulations contraignantes. Avec la tendance dérégulatrice des années 1980, qui voit également les couches 1 et 2 libéralisées, et avec l'importance croissante du réseau Internet, il devient difficile de maintenir une distinction entre les télécommunications et les services d'information. L'émergence de nouvelles technologies (comme la VoIP, le streaming vidéo ou les messageries instantanées) qui viennent s'ajouter « par-dessus » celles existantes (avec une couche logicielle), et la fin des monopoles publics sur les services télécoms fait qu'il est difficile de maintenir les fournisseurs de services à l'écart des plateformes télécoms - et vice-versa. Le débat oppose donc une conception libérale, dérégulée d'Internet tel qu'il a émergé historiquement, et ceux qui veulent traiter les FAI comme des opérateurs régulés, sur la base de la distinction entre télécommunications et information.
En 2005, dans le cadre du cas « Brand X », la Cour Suprême des États-Unis réaffirme la distinction de la FCC en considérant l'Internet par modem câble comme un service d'information.
Le projet actuel de refonte des ITR vise donc à déplacer la frontière entre les définitions des télécommunications et des services d'informations, pour placer les protocoles les plus courants d'Internet (IP notamment) sous le régime de régulation des télécommunications (en témoigne notamment un ajout à la section 2.2 qui redéfinit international telecommunication service en y incluant l'Internet traffic termination). Défendu principalement par des administrations nationales et par les FAI, ce projet perdrait de son sens dans un contexte de mise à bas des monopoles d'État et de développement libéralisé du marché, où les services à l'œuvre sont multi-plateformes et gérés par des centaines d'opérateurs différents, avec des protocoles communs et dérégulés.

### FAI et service différencié
Le débat sur le changement des statuts de l'UIT s'inscrit dans le cadre plus large de la question du financement des infrastructures liées à Internet. Nombre d'opérateurs voient dans la possibilité d'une nouvelle gouvernance l'occasion de rétablir un équilibre (notamment financier) entre les FAI et les opérateurs de services en ligne, ce qui inscrit directement la question dans le débat sur la neutralité du Net. Ainsi le 28 août 2012 Luigi Gambardella, directeur de la European network operators association (association des opérateurs de réseaux européens), défend dans une interview accordée à CNet la contribution de son organisation au processus préparatoire, qui vise à établir le principe d'un paiement par les gestionnaires de services en ligne (sending party pays, l'émetteur paye - sur le modèle d'une conversation téléphonique) pour le trafic Internet (notamment des géants comme Google, Twitter ou Facebook). À cette occasion il défend aussi la remise en cause du principe de « meilleur effort » (Best effort) dans la qualité du service fourni par les opérateurs :

« Qu'est-ce qui peut arriver ? Par exemple un fournisseur de service, qui peut être européen, veut vendre un film. Il veut être sûr que celui-ci bénéficiera d'une qualité de service, et d'une certaine vitesse de connexion. Donc nous mettons en place un accord pour leur offrir ce service. Pour le FAI c'est un revenu additionnel, qu'il ne peut pas avoir aujourd'hui à cause des limites physiques du réseau et du best effort. Parfois la qualité n'est pas garantie. C'est quelque chose qui n'est pas encore offert au client aujourd'hui. Et nous pouvons y trouver une source de revenu. [...] Nous voyons les ITR comme une "constitution". Nous voudrions y inscrire ce principe : que les opérateurs sont libres de négocier des accords commerciaux au-delà du best effort. Ces accords seraient basés sur la valeur de l'information, pas sur la quantité. [...] Au bout du compte le client a plus de choix. C'est comme de voyager en classe économique. Pourquoi ne pas autoriser de classe business, ou premium, pour différencier le service ,? »

Pour de nombreux observateurs, ce type de position s'apparente à la volonté de mettre en place un « Internet à plusieurs vitesses », discriminant et à tarif variable, au nom de considérations dépassées car basées sur des modèles économiques antérieurs à la montée en puissance d'Internet comme moteur de l'économie mondiale. Pour le collectif de la Quadrature du Net, la contribution d'ETNO à la WCIT « s'oppose totalement à la neutralité du Net telle qu'elle est généralement définie »
 (notamment par un rapport parlementaire publié en 2011, qui place en son centre la notion de non-discrimination dans le traitement des flux), et qu'elle présente plusieurs risques à court et moyen terme : nuire à la liberté de communication, mettre en péril la vie privée, freiner l'innovation et la compétitivité, réduire l'incitation à investir dans l'amélioration du réseau, augmenter les inégalités d'accès.

La position d'ETNO est d'autant plus critiquée qu'elle s'inscrit dans une critique plus précise de certains services, gros consommateurs de ressources (notamment le site YouTube), que certains opérateurs (notamment Telefonica, Deutsche Telecom et France Télécom) veulent voir contribuer au financement de leur activité et ne plus profiter d'un « voyage gratuit » (free ride). Pour ces acteurs, il s'agit de ne pas être réduit au statut de « bête tuyau » (dumb type), comme le soulignait déjà un article du Financial Times en date du 9 avril 2010.Stéphane Richard, directeur général de France Télécom, déclarait alors : 

« Si l'on voit le développement de la société digitale en termes de gagnants / perdants, aujourd'hui le grand gagnant c'est Google et il y a des victimes, les fournisseurs de contenus, et dans une certaine mesure les opérateurs de réseaux. Nous ne pouvons pas accepter ça. »

Beaucoup voient donc dans les propositions de l'ETNO auprès de l'UIT une tentative non pas d'améliorer la qualité de services de première importance, mais plutôt de trouver de nouvelles mannes de financement, quitte pour cela à ouvrir la voie technique à une discrimination dans le traitement des flux et à une pénalisation forte des entreprises dont le cœur d'activité dépend des coûts réduits des télécommunications.

### Taxe aux frontières
Une des propositions consiste à placer des taxes aux frontières pour apporter de nouvelles sources de financement aux infrastructures transnationales, sur le modèle de ce qui se pratique dans le domaine de la téléphonie. L'article 6.1.3 spécifie notamment : 

« Les autorités nationales sont libres d'imposer des taxes sur la totalité du trafic des télécommunications, entrant ou sortant. Toutefois, ces taxes devraient être raisonnables et leur produit devrait être affecté, dans la mesure du possible, au développement du secteur. »

En pratique, cela signifie que les opérateurs (FAI) devront négocier au cas par cas des accords commerciaux pour compenser systématiquement les services nationaux de télécommunications (et, si les autres mesures entrent également en vigueur, faire respecter le principe du paiement par l'expéditeur). Actuellement le système repose sur des accords de peering qui se font au niveau des points d'échange (IXP) sur une base de réciprocité (c'est-à-dire en interconnexion directe sans facturation d'un opérateur à l'autre).

### Lutte contre le spam
Le brouillon de la proposition de règlement de l'UIT révèle des dispositions nouvelles concernant la gestion du spam à grande échelle. Dans l'article B5 (« lutter contre le spam »), il est notamment ajouté :

« Les États membres sont encouragés : a) à adopter une législation nationale en vue de lutter contre le spam; b) à coopérer en vue de prendre des mesures de lutte contre le spam; c) à échanger des informations sur les contestations et les mesures de lutte contre le spam à l'échelle nationale. »

## Rapport à la censure
Les diverses propositions détaillées ci-dessus ont d'autant plus marqué les esprits qu'elles étaient en grande partie défendues par des pays qui pratiquent par ailleurs des techniques de censure de l'opinion publique et de contrôle des médias, en particulier la Russie et l'Iran. Julien Nocetti (chercheur associé au centre Russie de l'Institut français des relations internationales qui a notamment coordonné le dossier "Internet, outil de puissance", dans la revue Politique étrangère), explique notamment dans une interview au Monde pourquoi la Russie a spécifiquement recours au canal onusien dans ses démarches géopolitiques concernant Internet :

« [...] la Russie soutient de longue date l'Union internationale des télécommunications. D'ailleurs, Hamadoun Touré, son secrétaire général depuis 2007, a fait ses études en Union soviétique et s'exprime couramment en russe. La Russie a aussi procédé à une rallonge budgétaire de l'organe onusien, alors que les pays occidentaux ont plutôt tendance à baisser leurs financements. Le Kremlin y "parraine" également un certain nombre de pays en voie de développement en contrepartie d'un accès privilégié des opérateurs russes à leur marché. La Russie mène donc une politique d'influence classique au sein de l'UIT. »

Il souligne que le pays compte spécifiquement sur le soutien de la Chine, des pays arabes (Algérie, Arabie saoudite, Émirats arabes unis), de la Turquie, de l'Iran et des « Brics » pour défendre ses positions.

### Critiques
À la suite des révélations du contenu des documents de travail de l'UIT, les réactions et les critiques se succèdent :
- Le 17 mai 2002, le Center for Democracy and Technology (en) demande la libération des documents préparatoires, ce qui inclut le rapport final du Council Working Group, les rapports d'activité préparatoire et les révisions des ITRs proposées. Il appelle également à une participation active de la société civile sans contribution financière, à voix égale avec les parties prenantes, et à l'organisation de débats à l'échelle nationale[28].
- Le 24 mai 2012, Vinton Cerf (Internet evangelist en chef chez Google) dénonce à son tour dans une tribune le manque de transparence des négociations, et invite à ouvrir le débat sur la régulation d'Internet au grand public[29]. Il écrit notamment :

« Actuellement l'UIT se concentre sur les réseaux de télécommunication et sur les fréquences radio, plutôt que sur Internet en tant que tel. Certains de ses membres ont l'intention d'étendre la portée du traité pour inclure la régulation d'Internet. Chacun des 193 pays membres dispose d'un droit de veto, peu importe son passif sur la question des droits fondamentaux - et une simple majorité suffit à entériner les changements. Les négociations ont principalement lieu entre gouvernements, et leur accès est très restreint pour la société civile et les autres observateurs. [...] Si de nombreux gouvernements tâchent de préserver un régime souple pour les technologies d'Internet, qui sont en évolution constante et rapide, d'autres ont explicitement exprimé leur désir de placer le Net sous le contrôle d'un seul corps intergouvernemental, au sein des Nations unies ou non. En juin dernier, le Premier Ministre d'alors Vladimir Poutine a déclaré que la Russie et ses alliés souhaitaient "établir un contrôle international d'Internet" à travers l'UIT. Et en septembre 2011 la Russie, la Chine, le Tadjikistan et l'Ouzbékistan ont soumis une proposition de "Code International de Conduite pour la Sécurité de l'Information" à l'Assemblée générale des Nations Unies, avec pour but d'établir des normes internationales, déterminées par les gouvernements, pour standardiser la position des pays concernés sur l'information et l'espace numérique. »

- Le 2 août 2012, la Chambre des représentants des États-Unis approuve à l'unanimité une résolution destinée à « préserver et faire avancer le modèle de gouvernance à plusieurs parties prenantes qui a conduit Internet jusqu'ici »[31].
- Le 31 octobre 2012, l'Internet Society publie un communiqué pointant les risques inhérents à ce projet de réforme[32].
- Le 20 novembre 2012, Google lance de son côté une campagne intitulée « Take Action »[33],[34], expliquant que « Certains gouvernements ont l'intention de saisir l'opportunité d'une rencontre à huis clos en décembre prochain pour réguler internet et permettre la censure »[35].
- Le 22 novembre 2012, des députés du Parlement européen soutiennent une résolution appelant les États membres à rejeter les changements aux ITRs, qui pourraient « impacter négativement Internet, son architecture, son fonctionnement, son contenu et sa sécurité, les relations d'affaires, la gouvernance et la libre circulation d'information en ligne ». Ils estiment que l'UIT, comme tout autre institution centralisatrice unique (comme l'ICANN), n'est pas l'organisme approprié pour endosser le rôle de régulateur sur Internet[36],[37].
- Dans une publication datée de décembre 2012[38], l'ECIPE (European Center for International Political Economy) estime que les propositions relatives à une taxation aux frontières des sites web vont à l'encontre des traités internationaux mis en place lors des cycles de négociations du GATT.
- Le 2 décembre, à la veille du début de la conférence, la Fondation Mozilla prend position[39] et décrit l'idée d'une régulation d'Internet par l'UIT comme une « mauvaise idée » car « les gouvernements ne savent pas comment construire le futur ». Elle dénonce aussi le manque de fondement du projet : « Quelle est la valeur ajoutée d'une gouvernance d'Internet par l'UIT pour les utilisateurs et pour le réseau ? Qu'est-ce que l'UIT propose de réparer qui apporte un vrai bénéfice à Internet et à ses utilisateurs ? ».

Au-delà du sujet des discussions en cours, un reproche adressé à l'UIT est son manque de transparence, la nature fermée de sa structure et sa dépendance historique à des monopoles d'État sur les télécoms. Dwayne Winseck (professeur à l'école de journalisme à l'université de Carleton d'Ottawa et spécialiste de l'histoire des médias et télécoms) souligne aussi sur son blog le manque de considération de l'entité pour le modèle du multi-stakeholder, et son manque d'écoute des propositions et remarques d'acteurs comme l'ISOC, l'ICANN, l'IETF, le W3C, et des représentants de la société civile en général. La même remarque a été faite par David Gross, Coordinateur pour l'International Communications and Information Policy du département d'État et désormais à la tête du WCIT Ad Hoc Working Group (qui rassemble les plus grands noms des télécoms, des médias et d'Internet comme AT&T, Cisco, Comcast, Google, Intel, Microsoft, et d'autres).

### Réactions de l'UIT
En réaction aux critiques qui lui sont adressées, l'UIT poste sur son blog une réponse officielle à la campagne de Google. Plus tard, l'institution poste sur son site un brouillon des textes négociés (dit « Temporary Document 64 »),, pour une « période de consultation » limitée. Enfin, Hamadoun I. Touré prend position dans Wired le 11 juillet 2012 pour expliquer l'action de l'UIT. Il déclare entre autres :

« Les gouvernements cherchent des cadres plus efficaces pour combattre la fraude et autres types de crimes. Des commentateurs ont suggéré que ces cadres pourraient aussi légitimer la censure. Cependant tous les États membres ont déjà le droit, d'après l'article 34 de la Constitution de l'UIT, de bloquer tout télécommunication qui « paraît dangereuse pour la sécurité de l'État ou contraire à ses lois, à l'ordre public ou à la décence. »

Ces réponses de l'UIT ne font pas taire les critiques, qui soulignent d'une part que la réponse d'Hamadoun I. Touré est pour le moins ambiguë (puisqu'elle revient à se défendre de toute idée de censure en expliquant que celle-ci est déjà possible), et d'autre part que les documents révélés au public ne couvrent qu'une infime partie des documents révélés par les fuites.

## Déroulement de la conférence

### Positions nationales
- Les États-Unis sont très présents lors de la conférences (123 personnes), et affichent d'emblée leur position dans les propositions liminaires, en annonçant vouloir rejeter les résolutions visant à davantage contrôler Internet. Un membre de la délégation française déclarent qu'« Ils voteront aussi pour le statu quo sur le partage de la valeur. Ils sont convaincus qu'Internet est au cœur du dynamisme de leur économie, pas question de pénaliser leurs champions nationaux. Ils devraient tout faire pour que la révision du traité tourne court »[46].
- Les représentants des pays en développement sont également nombreux : 52 pour le Brésil, 33 pour la Chine, 26 pour l'Inde, 72 pour le Nigeria, et 46 pour l'Afrique du Sud notamment.

### Blocage
Le 13 décembre 2012, un groupe de 55 pays refuse de signer le traité résultant de la semaine de négociations, fermant de facto la porte à une régulation d'Internet par l'UIT,.